# Hofeberg
Der Hofeberg ist einer der Hausberge von Spitzkunnersdorf und gehört zur Landschaft der Östlichen Oberlausitz im Freistaat Sachsen. Am Fuße des Berges liegt die Gemeinde Leutersdorf, nördlich des Berges erhebt sich der Oberoderwitzer Spitzberg, westlich dagegen der Große Stein. Am Nordhang des Berges entspringt das Bleicheteichwasser.
Seit 1879 richtet der Spitzkunnersdorfer Sängerbund jährlich am Morgen des Pfingstmontags das sogenannte Pfingstsingen an einem Aussichtsplatz auf dem Hofeberg aus. An diesem Platz findet sich auch ein Gedenkstein, der an den Kauf des Ritterguts Spitzkunnersdorf durch die Gemeinde am 22. Februar 1927 erinnert.
Die Hänge des Berges sind zum großen Teil mit Lärchen, Kiefern und Fichten bewachsen. Während des Orkantiefs Kyrill im Januar 2007 kam es zu massivem Windbruch von mindestens eintausend Festmetern. Nach Beräumung der Sturmschäden wurde eine Fläche von 1,9 Hektar mit tiefwurzelnden Laubgehölzen wie etwa Traubeneichen, Rotbuchen und Bergahorn bepflanzt.

## Geologie
Der Hofeberg entstand wie auch der Oberoderwitzer Spitzberg und der Große Stein durch vulkanische Prozesse im Miozän, die das Böhmische Mittelgebirge formten. Das Gestein des Berges zählt zur Eibauer Basaltdecke, diese wurde hier aber im Gegensatz zu den vorher genannten Bergen nicht von phonolithischer Lava durchbrochen, so dass der Basalt heute noch das Deckgestein bildet. Durch Verwitterungs- und Ablagerungsprozesse im pleistozänen Eiszeitalter bildete sich an dem Hängen des Berges eine fruchtbare Lössschicht.